# Literatura valldostana
La literatura valldostana és la literatura desenvolupada a la Vall d'Aosta, antic territori del Ducat de Savoia, després del Regne de Sardenya i actualment regió amb Estatut Especial d'Itàlia, en arpità o en francès.

## Orígens
Ja en el segle xi s'hi trobaren oracions, cants litúrgics i proverbis en dialecte d'oil, com la col·lecció anònima Diz et Proverbes des Saiges (1260) i algunes cançons del trobador Thibaut de Xampanya (mort el 1253). Però les primeres obres medievals en llengua d'oïl foren el Mystère de Saint-Bernard (s. XV); la Chronique de la Maison de Challant (1465) composta per Pierre du Bois, secretari del comte Jacques de Challant i cònsol de la ciutat d'Aosta, i endemés autor d'una versió valldostana de La chastelaine du Vergier; i els poemes de Boniface de Challant (1326-1426) al casament de la seva filla Bonne d'Uriage el 1402, escrits en una paret del castell de Fénis i avui perduts. També va compondre Genealogie des Seigneurs de Challant, un poema de 400 versos de lloança a la seva família. Las primera obra impresa a la vall i d'autors valldostans fou una Vie de Saint Grat, publicada a Lió el 1575. I més tard destacaria el cronista Jean Baptiste de Tillier.

## Elseglexix
Fins a començaments del segle xix només es compongueren cronologies, hagiografies, prèdiques, obres teològiques, genealogies i història, però en poca quantitat. Durant el segle xix els autors locals foren influïts per Lamartine i Victor Hugo, però els obres eren de caràcter conservador, convencional i amb pedagogia 	
clerical, sotmeses a l'índex de la Inquisició. El primer grup literari es formà al voltant de la Feuille d'Annonces d'Aoste, el primer diari de la regió, fundat el 1841. Així es va formar un grup de poetes, coneguts com la petite Pléiade valdôtaine : els germans Alcide Bochet (1802-1859) i Fernand (1804-49) Bochet, Augustin Vagneur (1796-1844), Joseph Alby (1814-80), Eugène Pignet, Félix Orsières (1803-70), i Léon-Clément Gérard (1810-76). El seu treball oscil·la entre el romanticisme de Lamartine, present sobretot en Alby, i el model del segle xviii francès i pastoral, no afectat pel romanticisme dominant. Alby era cònsol francès a Porto Empedocle, i publicaria una traducció de l’Enfer de Dante Alighieri a la Gazzette de Nice el 1858.
El primer escrit en prosa arpitana consisteix en sis versions diferents de la Parabola del figliuol prodigo recollits pel dialectòleg Bernardino Biondelli el 1841 però només publicats el 1913 per Carlo Salvioni. El 1855 es fundaria l'Acadèmia Sant Anselm, que promocionaria als erudits, escriptors i historiadors en defensa de la llengua francesa i de les tradicions regionals. Alhora, comença una literatura dialectal en arpità el principal exponent de la quan foren Jean-Baptiste Cerlogne, autor d'un Dictionnaire du patois valdôtain (1907) i Le patois valdôtain, son origine littéraire et sa graphie (1909), i Eugénie Martinet.
Quan prengué cos una nova generació d'autors valldostans en francès, el 1861 la vall passaria a formar part del Regne d'Itàlia, i encoratjà la producció literària en italià. Així, el poc encoratjament, l'allunyament cultural entre Aosta i París, la pressió lingüística i després la persecució faran retardar el modest però prometedor moviment literari. Alhora, tot i que es considerava el francès com a llengua literària, l'arpità era la llengua més parlada. L'arpità era menystingut pels intel·lectuals locals, i el mateix Cerlogne no en pretenia pas elevar-lo a llengua nacional. Tot i així, influí en autors posteriors com Marius Thomasset (1876-1959), autor de Mes premier essais - Proses et poésies en dialecte valdôtain (1910) i Pages volantes - Poésies et proses en dialect valdôtain (1911), l'abat Joseph-Marie Henry (1870-1947), amb la peça de teatre Le femalle a lavé bouiya (Donne al lavatoio) (1933), Désiré Lucat (1853-1930) amb Le soldà e le fen (Poésies en patois valdôtain, 1915). L'autor més important d'aquells anys fou el poeta d'influència simbolista Léon-Marius Manzetti (1903-1936), que va triomfar a París.

## Embranzida de la literatura en arpità
Cap al 1955, per primer cop en la història de la vall, sis poetes en arpità (Anaïs Ronc-Desaymonet, Eugénie Martinet, Césarine Binel, Marius Thomasset, Amédée Berthod, René Willien) es va reunir al Saló Ducal de l'Hôtel de la Ville d'Aosta per fer una lectura pública de poesia. L'octubre van recórrer Suïssa occidental i el 1963 van convocar el primer concurs de poesia abbé Cerlogne, que es convocarà cada any. El 1958 també es funda la companyia de teatre en arpità Lo Charaban. Molts poemes s'editen a les revistes La Grolla (editada per Willien) i Esprit Nomade (d'Italo Cossard), fundades el 1948, i Le Flambeau (1949), diari en francès del Comité des Traditions Valdôtaines. Val a destacar l'obra d'Anaïs Ronc-Desaymonet (1890-1955) amb Poésie campagnard de Tanta Neïsse (1951), Césarine Binel (1897-1956) amb Poésies Patoises (1967), la prolífica Armandine Jérusel (1904-1991) amb Rouse batarde (1964), Mondo blan (1976), L'Ouva et lo ven (1983) i Poussa de solei (1991), René Willien (1916-1979), promotor del Teatro Popolare i editor de l'antologia Noutro Dzen Patoué (1963), fundador del Museu Cerlogne el 1963 i del Centre d'Etudes Francoprovençales el 1967. També han estat importants André Ferré, Giovanni Calchera, Martin Victor, Marco Gal, Sergio Solmi, Pierre Vietti i Raymond Vautherin.